# Chef de l'opposition (Trinité-et-Tobago)
Pour les articles homonymes, voir Chef de l'opposition.
Le Chef de l'Opposition de la république de Trinité-et-Tobago est le chef du plus grand parti politique qui n'a pas formé le gouvernement actuel.
Le chef de l'opposition est membre de la Chambre des représentants et est nommé par le président de Trinité-et-Tobago.
L'actuel chef de l'opposition est Kamla Persad-Bissessar, chef du Congrès national uni.

## Chefs de l'opposition de Trinité-et-Tobago
| Chef de l'opposition | Chef de l'opposition | Chef de l'opposition               | Mandat           | Mandat           | Mandat           | Parti politique (au moment de l'élection) | Circonscription          | Élection             | Premier Ministre | Premier Ministre                                                                              | Ref |
| №                    | Portrait             | Nom (Naissance–Mort)               | Début du mandat  | Fin du mandat    | Durée du mandat  | Parti politique (au moment de l'élection) | Circonscription          | Élection             | Premier Ministre | Premier Ministre                                                                              | Ref |
| 1                    |                      | Ashford Sastri Sinanan (1923-1994) | 1951             | 1956             |                  | Democratic Labour Party                   | Siparia                  | —                    |                  | Gomes (1950-1956) as Chief Minister                                                           |     |
| 2                    |                      | Simbhoonath Capildeo (1914-1990)   | 1956             | 1962             |                  | Democratic Labour Party                   | Couva                    | 1956                 |                  | Williams (1956-1959) as Chief Minister, (1959-1962) as Premier, (1962-1981) as Prime Minister |     |
| 2                    | 1961                 | Simbhoonath Capildeo (1914-1990)   | 1956             | 1962             |                  | Democratic Labour Party                   | Couva                    |                      |                  | Williams (1956-1959) as Chief Minister, (1959-1962) as Premier, (1962-1981) as Prime Minister |     |
| 3                    |                      | Rudranath Capildeo (1920-1970)     | 31 août 1962     | juin 1967        |                  | Democratic Labour Party                   | St. Augustine(1962-1966) |                      |                  | Williams (1956-1959) as Chief Minister, (1959-1962) as Premier, (1962-1981) as Prime Minister |     |
| 3                    | Chaguanas(1966-1967) | Rudranath Capildeo (1920-1970)     | 31 août 1962     | juin 1967        | 1966             | Democratic Labour Party                   |                          |                      |                  | Williams (1956-1959) as Chief Minister, (1959-1962) as Premier, (1962-1981) as Prime Minister |     |
| 4                    |                      | Vernon Jamadar (1929–2002)         | juillet 1967     | 1971             |                  | Democratic Labour Party                   | Oropouche                | 1971                 |                  | Williams (1956-1959) as Chief Minister, (1959-1962) as Premier, (1962-1981) as Prime Minister |     |
| 5                    |                      | John R.F. Richardson (1926–2001)   | juillet 1972     | 1976             |                  | Non-partisan                              | Point Fortin             | —                    |                  | Williams (1956-1959) as Chief Minister, (1959-1962) as Premier, (1962-1981) as Prime Minister |     |
| 6                    |                      | Basdeo Panday (1933–)              | 1976             | 1977             |                  | United Labour Front                       | Couva North              | 1976                 |                  | Williams (1956-1959) as Chief Minister, (1959-1962) as Premier, (1962-1981) as Prime Minister |     |
| 7                    |                      | Raffique Shah (1946–)              | 9 août 1977      | 31 mars 1978     | 234 jours        | United Labour Front                       | Siparia                  | —                    |                  | Williams (1956-1959) as Chief Minister, (1959-1962) as Premier, (1962-1981) as Prime Minister |     |
| (6)                  |                      | Basdeo Panday (1933–)              | 1978             | 1986             |                  | United Labour Front                       | Couva North              | —                    |                  | Williams (1956-1959) as Chief Minister, (1959-1962) as Premier, (1962-1981) as Prime Minister |     |
| (6)                  | 1981                 | Basdeo Panday (1933–)              | 1978             | 1986             |                  | United Labour Front                       | Couva North              | Chambers (1981-1986) |                  |                                                                                               |     |
| 8                    |                      | Patrick Manning (1946–2016)        | 1986             | 1990             |                  | Mouvement national du peuple              | San Fernando East        | 1986                 |                  | Robinson (1986-1991)                                                                          |     |
| (6)                  |                      | Basdeo Panday (1933–)              | 1990             | 6 novembre 1995  |                  | Congrès national uni                      | Couva North              | 1991                 |                  | Manning (1991-1995)                                                                           |     |
| (8)                  |                      | Patrick Manning (1946–2016)        | 6 novembre 1995  | 24 décembre 2001 | 2 ans, 109 jours | Mouvement national du peuple              | San Fernando East        | 1995                 |                  | Panday (1995-2001)                                                                            |     |
| (8)                  | 2000                 | Patrick Manning (1946–2016)        | 6 novembre 1995  | 24 décembre 2001 | 2 ans, 109 jours | Mouvement national du peuple              | San Fernando East        |                      |                  | Panday (1995-2001)                                                                            |     |
| (6)                  |                      | Basdeo Panday (1933–)              | 24 décembre 2001 | 26 avril 2006    | 4 ans, 123 jours | Congrès national uni                      | Couva North              | 2001                 |                  | Manning (2001-2010)                                                                           |     |
| (6)                  | 2002                 | Basdeo Panday (1933–)              | 24 décembre 2001 | 26 avril 2006    | 4 ans, 123 jours | Congrès national uni                      | Couva North              |                      |                  | Manning (2001-2010)                                                                           |     |
| 9                    |                      | Kamla Persad-Bissessar (1952–)     | 26 avril 2006    | 8 novembre 2007  | 1 an, 196 jours  | Congrès national uni                      | Siparia                  | 2007                 |                  | Manning (2001-2010)                                                                           |     |
| (6)                  |                      | Basdeo Panday (1933–)              | 8 novembre 2007  | 25 février 2010  | 2 ans, 109 jours | Congrès national uni                      | Couva North              | —                    |                  | Manning (2001-2010)                                                                           |     |
| (9)                  |                      | Kamla Persad-Bissessar (1952–)     | 25 février 2010  | 26 mai 2010      | 90 jours         | Mouvement national du peuple              | Siparia                  | —                    |                  | Manning (2001-2010)                                                                           |     |
| 10                   |                      | Keith Rowley (1949–)               | 26 mai 2010      | 9 septembre 2015 | 5 ans, 106 jours | Mouvement national du peuple              | Diego Martin West        | 2010                 |                  | Persad-Bissessar (2010-)                                                                      |     |
| (9)                  |                      | Kamla Persad-Bissessar (1952–)     | 9 septembre 2015 | 29 avril 2025    | 9 ans, 232 jours | Congrès national uni                      | Siparia                  | 2015 2020            |                  | Rowley (2015-)                                                                                |     |